# 5.1聲道

最常见的5.1声道揚聲器配置；杜比数字、SDDS、DTS、THX和杜比Pro Logic II均采用此配置。图中央的白色方块表示低频扬声器。每个黑色方块代表一个扬声器。图中最上方一行的中置扬声器用于对话。中置扬声器两侧的左右扬声器用于为电影中的音乐和其他音效营造立体声效果。底部的左右环绕扬声器产生环绕声效果。

5.1声道是环绕声音频系统的通用名称。5.1声道是家庭劇院中最常用的布局，它使用五个全带宽声道和一个低频效果声道。杜比数字、杜比Pro Logic II、DTS、SDDS和THX都是常见的5.1声道系统。5.1声道也是数字广播和音乐的标准环绕声音频组成部分。
所有5.1声道系统都使用相同的扬声器声道和配置，包括前置左声道（FL）和前置右声道（FR）、中置声道（CNT）、两个环绕声声道（环绕声左声道-SL和环绕声右声道-SR）以及专为重低音喇叭设计的低频效果（LFE）声道。

## 历史
1975年的电影《Tommy》中使用了5.1声道环绕声的原型，当时被称为“quintaphonic sound”。
5.1声道可追溯到1976年，当时杜比实验室修改了Todd-AO 70毫米电影拷贝中六条模拟磁性原声带的音轨用法。1976年杜比应用光学矩阵编码（在电影《逃离地下天堂》中发布）时并未使用分离式环绕声，因此不是5.1声道。杜比首次在70毫米胶片上使用分离式环绕声，特别是在1979年的《现代启示录》中。与Todd-AO格式的五个银幕声道和一个环绕声声道不同，杜比70毫米六轨立体声提供了三个银幕声道、两个高通环绕声声道和一个低频环绕声声道，与两个环绕声声道单声道混合。
1987年，法国工程师多米尼克·贝特朗在巴黎歌舞厅红磨坊也使用了数字5.1声道环绕声系统。为了在1985年实现这样的系统，必须与Solid State Logic公司合作，在其5000系列的基础上设计一个专用调音台，并与APG公司合作设计专用扬声器。
1990年，柯达公司和光学辐射公司推出了数字音效和5.1声道，发行了使用影院数字音效（CDS）格式的《霹靂男兒》和《火樂焚城》。
1992年《蝙蝠侠归来》将数字音效应用于35毫米发行拷贝时，采用了5.1声道音效布局。提供5.1声道音效的能力一直是70毫米胶片放映的重要原因之一。在35毫米胶片上提供5.1声道数字音效大大减少了昂贵的70毫米胶片的使用。
5.1声道数字环绕声以杜比数字AC-3和DTS的形式，开始出现在20世纪90年代中期发行的鐳射影碟上，其中最早的是《燃眉追击》和《侏羅紀公園》（后者同时拥有AC3和DTS版本）。由于在DVD格式的开发过程中采用了杜比数字技术，许多DVD版本都有高达5.1声道的杜比数字音轨。此外，一些DVD还带有DTS音轨，其中大部分为5.1声道混音（但也有少数版本带有6.1“矩阵”音轨，甚至是独立的6.1音轨）。藍光光碟和数字影院都有八声道功能，可用于提供5.1或7.1声道环绕声。7.1声道是5.1声道的延伸，使用四个环绕声区域：两个在两侧，两个在后方。

## 应用

### 声道顺序
5.1声道文件中各声道的顺序因文件格式而异。WAV文件的顺序是（不完全）前左、前右、中置、低频效果、环绕声左、环绕声右。

### 音乐

建议的摆放位置

在音乐领域，5.1声道环绕声的主要目标是为中心位置的听众正确定位和均衡所有声源。因此，最好使用五个匹配的扬声器。

### 扬声器位置
对于回放，国际电信联盟（ITU）建议采用以下配置（ITU-R BS 775）：
- 五个尺寸相同的扬声器，分别用于前置、中置和环绕声扬声器
- 五个扬声器与听众的距离相同
- 位置中央0°／前置±30°／環繞±110° 
  - 若用作觀看電影，前置則放在±22.5°